# Élections législatives de 2017 dans la Haute-Marne
Les élections législatives françaises de 2017 ont eu lieu les 11 et 18 juin 2017. Dans le département de la Haute-Marne, deux députés sont à élire dans le cadre de deux circonscriptions.

## Élus
| Circonscription                                 | Député sortant           | Parti | Parti | Député élu ou réélu      | Parti | Parti |
| ----------------------------------------------- | ------------------------ | ----- | ----- | ------------------------ | ----- | ----- |
| 1re                                             | Luc Chatel*              |       | LR    | Bérangère Abba           |       | LREM  |
| 2e                                              | François Cornut-Gentille |       | LR    | François Cornut-Gentille |       | LR    |
| * député sortant ne se représentant pas en 2017 |                          |       |       |                          |       |       |

## Rappel des résultats départementaux des élections de 2012
| Parti          | Parti                             | Premier tour | Premier tour | Second tour | Second tour | Sièges |
| Parti          | Parti                             | Voix         | %            | Voix        | %           | Sièges |
| -------------- | --------------------------------- | ------------ | ------------ | ----------- | ----------- | ------ |
|                | Union pour un mouvement populaire | 37 344       | 45,72        | 45 268      | 57,63       | 2      |
|                | Divers droite dont DLR, PCD       | 955          | 1,17         |             |             | 0      |
|                | Droite parlementaire              | 38 299       | 46,89        | 45 268      | 57,63       | 2      |
|                |                                   |              |              |             |             |        |
|                | Europe Écologie Les Verts         | 14 417       | 17,65        | 19 879      | 25,32       | 0      |
|                | Parti socialiste                  | 10 477       | 12,83        | 13 390      | 17,04       | 0      |
|                | Majorité présidentielle           | 24 894       | 30,48        | 33 269      | 42,36       | 0      |
|                |                                   |              |              |             |             |        |
|                | Front national                    | 12 379       | 15,15        |             |             | 0      |
|                | Front de gauche                   | 3 607        | 4,42         | 0           |             |        |
|                | Mouvement démocrate               | 807          | 0,99         | 0           |             |        |
|                | Divers écologiste dont MÉI et AÉI | 971          | 1,19         | 0           |             |        |
|                | Extrême gauche dont LO et NPA     | 727          | 0,89         | 0           |             |        |
|                |                                   |              |              |             |             |        |
| Inscrits       | Inscrits                          | 138 839      | 100,00       | 138 846     | 100,00      | 2      |
| Abstentions    | Abstentions                       | 56 020       | 40,35        | 57 809      | 41,64       |        |
| Votants        | Votants                           | 82 819       | 59,65        | 81 037      | 58,36       |        |
| Blancs et nuls | Blancs et nuls                    | 1 135        | 1,37         | 2 500       | 3,09        |        |
| Exprimés       | Exprimés                          | 81 684       | 98,63        | 78 537      | 96,91       |        |

## Résultats

### Résultats à l'échelle du département
|                                                 |                           |                           |                           |                          |                          |
|                                                 |                           | Premier tour 11 juin 2017 | Premier tour 11 juin 2017 | Second tour 18 juin 2017 | Second tour 18 juin 2017 |
|                                                 |                           |                           |                           |                          |                          |
|                                                 |                           | Nombre                    | % des inscrits            | Nombre                   | % des inscrits           |
| Inscrits                                        | Inscrits                  | 134 009                   | 100,00                    | 133 997                  | 100,00                   |
| Abstentions                                     | Abstentions               | 67 259                    | 50,19                     | 73 633                   | 54,95                    |
| Votants                                         | Votants                   | 66 750                    | 49,81                     | 60 364                   | 45,05                    |
|                                                 |                           |                           | % des votants             |                          | % des votants            |
| Bulletins blancs                                | Bulletins blancs          | 1 133                     | 1,70                      | 4 288                    | 7,10                     |
| Bulletins nuls                                  | Bulletins nuls            | 421                       | 0,63                      | 1 995                    | 3,30                     |
| Suffrages exprimés                              | Suffrages exprimés        | 65 196                    | 97,67                     | 54 081                   | 89,59                    |
|                                                 |                           |                           |                           |                          |                          |
| Étiquette politique                             | Étiquette politique       | Voix                      | % des exprimés            | Voix                     | % des exprimés           |
|                                                 |                           |                           |                           |                          |                          |
|                                                 | La République en marche   | 17 693                    | 27,14                     | 15 045                   | 27,82                    |
|                                                 | Les Républicains          | 16 704                    | 25,62                     | 29 134                   | 53,87                    |
|                                                 | Front national            | 15 244                    | 23,38                     | 9 902                    | 18,31                    |
|                                                 | La France insoumise       | 6 449                     | 9,89                      |                          |                          |
|                                                 | Divers droite             | 3 011                     | 4,62                      |                          |                          |
|                                                 | Parti socialiste          | 2 647                     | 4,06                      |                          |                          |
|                                                 | Écologiste                | 1 606                     | 2,46                      |                          |                          |
|                                                 | Parti communiste français | 783                       | 1,20                      |                          |                          |
|                                                 | Extrême gauche            | 513                       | 0,79                      |                          |                          |
|                                                 | Divers                    | 407                       | 0,62                      |                          |                          |
|                                                 | Divers gauche             | 139                       | 0,21                      |                          |                          |
| Source : Ministère de l'Intérieur - Haute-Marne |                           |                           |                           |                          |                          |

### Résultats par circonscription

#### Première circonscription
Député sortant : Luc Chatel (Les Républicains).
|                                                                                |                                                                                                  |                           |                           |                          |                          |
|                                                                                |                                                                                                  | Premier tour 11 juin 2017 | Premier tour 11 juin 2017 | Second tour 18 juin 2017 | Second tour 18 juin 2017 |
|                                                                                |                                                                                                  |                           |                           |                          |                          |
|                                                                                |                                                                                                  | Nombre                    | % des inscrits            | Nombre                   | % des inscrits           |
| Inscrits                                                                       | Inscrits                                                                                         | 72 405                    | 100,00                    | 72 403                   | 100,00                   |
| Abstentions                                                                    | Abstentions                                                                                      | 35 251                    | 48,69                     | 39 822                   | 55,00                    |
| Votants                                                                        | Votants                                                                                          | 37 154                    | 51,31                     | 32 581                   | 45,00                    |
|                                                                                |                                                                                                  |                           | % des votants             |                          | % des votants            |
| Bulletins blancs                                                               | Bulletins blancs                                                                                 | 692                       | 1,86                      | 2 968                    | 9,11                     |
| Bulletins nuls                                                                 | Bulletins nuls                                                                                   | 276                       | 0,74                      | 1 460                    | 4,48                     |
| Suffrages exprimés                                                             | Suffrages exprimés                                                                               | 36 186                    | 97,39                     | 28 153                   | 86,41                    |
|                                                                                |                                                                                                  |                           |                           |                          |                          |
| Étiquette politique                                                            | Étiquette politique                                                                              | Voix                      | % des exprimés            | Voix                     | % des exprimés           |
|                                                                                |                                                                                                  |                           |                           |                          |                          |
|                                                                                | Bérangère Abba La République en marche                                                           | 11 545                    | 31,90                     | 15 045                   | 53,44                    |
|                                                                                | Adrien Guené Les Républicains (Union des démocrates et indépendants)                             | 6 896                     | 19,06                     | 13 108                   | 46,56                    |
|                                                                                | Fabienne Cudel Front national                                                                    | 6 813                     | 18,83                     |                          |                          |
|                                                                                | Ariane Walaszek La France insoumise                                                              | 4 069                     | 11,24                     |                          |                          |
|                                                                                | Christophe Fischer Divers droite                                                                 | 3 011                     | 8,32                      |                          |                          |
|                                                                                | Axel Causin Parti socialiste (Parti radical de gauche - Union des démocrates et des écologistes) | 1 681                     | 4,65                      |                          |                          |
|                                                                                | Patrick Varney Europe Écologie Les Verts                                                         | 1 140                     | 3,15                      |                          |                          |
|                                                                                | Patricia Petronelli Parti communiste français                                                    | 369                       | 1,02                      |                          |                          |
|                                                                                | Sylvain Demay Lutte ouvrière                                                                     | 299                       | 0,83                      |                          |                          |
|                                                                                | Yvette Le Nepveu Divers (Union populaire républicaine)                                           | 224                       | 0,62                      |                          |                          |
|                                                                                | Mireille Braun Divers gauche (Nouvelle Donne)                                                    | 139                       | 0,38                      |                          |                          |
| Source : Ministère de l'Intérieur - Première circonscription de la Haute-Marne |                                                                                                  |                           |                           |                          |                          |

#### Deuxième circonscription
Député sortant : François Cornut-Gentille (Les Républicains).
|                                                                                |                                                                                                   |                           |                           |                          |                          |
|                                                                                |                                                                                                   | Premier tour 11 juin 2017 | Premier tour 11 juin 2017 | Second tour 18 juin 2017 | Second tour 18 juin 2017 |
|                                                                                |                                                                                                   |                           |                           |                          |                          |
|                                                                                |                                                                                                   | Nombre                    | % des inscrits            | Nombre                   | % des inscrits           |
| Inscrits                                                                       | Inscrits                                                                                          | 61 604                    | 100,00                    | 61 594                   | 100,00                   |
| Abstentions                                                                    | Abstentions                                                                                       | 32 008                    | 51,96                     | 33 811                   | 54,89                    |
| Votants                                                                        | Votants                                                                                           | 29 596                    | 48,04                     | 27 783                   | 45,11                    |
|                                                                                |                                                                                                   |                           | % des votants             |                          | % des votants            |
| Bulletins blancs                                                               | Bulletins blancs                                                                                  | 441                       | 1,49                      | 1 320                    | 4,75                     |
| Bulletins nuls                                                                 | Bulletins nuls                                                                                    | 145                       | 0,49                      | 535                      | 1,93                     |
| Suffrages exprimés                                                             | Suffrages exprimés                                                                                | 29 010                    | 98,02                     | 25 928                   | 93,32                    |
|                                                                                |                                                                                                   |                           |                           |                          |                          |
| Étiquette politique                                                            | Étiquette politique                                                                               | Voix                      | % des exprimés            | Voix                     | % des exprimés           |
|                                                                                |                                                                                                   |                           |                           |                          |                          |
|                                                                                | François Cornut-Gentille (député sortant) Les Républicains (Union des démocrates et indépendants) | 9 808                     | 33,81                     | 16 026                   | 61,81                    |
|                                                                                | Frédéric Fabre Front national                                                                     | 8 431                     | 29,06                     | 9 902                    | 38,19                    |
|                                                                                | Vincent Berthet La République en marche                                                           | 6 148                     | 21,19                     |                          |                          |
|                                                                                | Daniel Monnier La France insoumise                                                                | 2 380                     | 8,20                      |                          |                          |
|                                                                                | Antoine Desfretier Parti socialiste                                                               | 966                       | 3,33                      |                          |                          |
|                                                                                | Valérie Roffidal Europe Écologie Les Verts                                                        | 466                       | 1,61                      |                          |                          |
|                                                                                | Édouard Gonzalez Parti communiste français                                                        | 414                       | 1,43                      |                          |                          |
|                                                                                | Anne Halin Lutte ouvrière                                                                         | 214                       | 0,74                      |                          |                          |
|                                                                                | Laurence Olivier Divers (Union populaire républicaine)                                            | 183                       | 0,63                      |                          |                          |
| Source : Ministère de l'Intérieur - Deuxième circonscription de la Haute-Marne |                                                                                                   |                           |                           |                          |                          |